# Campeonato de Primera División 2024 (Futsal)
El Campeonato de Primera División 2024, conocido como Torneo Único 2024, fue la trigésimo novena temporada y el quincuagésimo octavo torneo de la Primera División del fútsal argentino. 
Los nuevos participantes fueron los dos equipos ascendidos de la Primera B 2023: Glorias, que retornó a la categoría luego de su última participación en 2018; y Camioneros, que regresó a la división luego de su última intervención en 2021.
El torneo consagró campeón por primera vez en su historia a 17 de Agosto, tras vencer por 4 a 1 a Pinocho en el segundo partido de la final, y se clasificó a la Copa Libertadores 2025.

## Sistema de disputa
Fase Regular
El torneo se desarrolló bajo el sistema de todos contra todos a 2 ruedas. Los 8 mejores posicionados de la Tabla de posiciones clasificaron a la Fase Playoff. Los dos peores equipos posicionados descendieron a la Primera B.
Fase Playoff
En instancias de cuartos de final, semifinales y final, los ocho mejores posicionados se enfrentaron a eliminación directa al mejor de 3 partidos. Ejerciendo de local en los primeros y terceros partidos el mejor posicionado en la tabla de posiciones. Todos los partidos debieron tener un ganador, en caso de que alguno de estos tres partidos resultase empatado, se ejecutaron tiros libres desde el punto final, hasta determinar un ganador del mismo partido. El ganador se consagró campeón.

## Equipos participantes
| Club                        | Barrio / Localidad | Distrito                  |
| --------------------------- | ------------------ | ------------------------- |
| 17 de Agosto                | Villa Pueyrredón   | Ciudad de Buenos Aires    |
| América del Sud             | Parque Avellaneda  | Ciudad de Buenos Aires    |
| Atlanta                     | Villa Crespo       | Ciudad de Buenos Aires    |
| Barracas Central            | Barracas           | Ciudad de Buenos Aires    |
| Boca Juniors                | La Boca            | Ciudad de Buenos Aires    |
| Camioneros                  | 9 de Abril         | Ciudad de Buenos Aires    |
| Ferro Carril Oeste          | Caballito          | Ciudad de Buenos Aires    |
| Gimnasia y Esgrima La Plata | La Plata           | Ciudad de Buenos Aires    |
| Jorge Newbery               | Villa Real         | Ciudad de Buenos Aires    |
| Kimberley                   | Villa Devoto       | Ciudad de Buenos Aires    |
| Nueva Chicago               | Mataderos          | Ciudad de Buenos Aires    |
| Pinocho                     | Villa Urquiza      | Ciudad de Buenos Aires    |
| San Lorenzo de Almagro      | Boedo              | Ciudad de Buenos Aires    |
| Glorias                     | Tigre              | Provincia de Buenos Aires |
| Independiente               | Avellaneda         | Provincia de Buenos Aires |
| Racing                      | Avellaneda         | Provincia de Buenos Aires |
| SECLA                       | Avellaneda         | Provincia de Buenos Aires |
| Hebraica                    | Pilar              | Provincia de Buenos Aires |

## Tabla de posiciones
| Pos. | Equipo                      | Pts. | J  | DG  |
| ---- | --------------------------- | ---- | -- | --- |
| 1.º  | Boca Juniors                | 72   | 34 | 58  |
| 2.º  | San Lorenzo de Almagro      | 65   | 34 | 26  |
| 3.º  | Pinocho                     | 61   | 34 | 38  |
| 4.º  | Independiente               | 61   | 34 | 25  |
| 5.º  | Barracas Central            | 59   | 34 | 17  |
| 6.º  | Kimberley                   | 58   | 34 | 16  |
| 7.º  | 17 de Agosto                | 53   | 34 | 8   |
| 8.º  | Ferro Carril Oeste          | 50   | 34 | 8   |
| 9.º  | Hebraica                    | 48   | 34 | 2   |
| 10.º | Racing                      | 44   | 34 | -4  |
| 11.º | América del Sud             | 43   | 34 | -1  |
| 12.º | Camioneros                  | 38   | 34 | -17 |
| 13.º | Gimnasia y Esgrima La Plata | 38   | 34 | -29 |
| 14.º | Jorge Newbery               | 37   | 34 | -20 |
| 15.º | Glorias                     | 34   | 34 | -19 |
| 16.º | SECLA                       | 34   | 34 | -22 |
| 17.º | Nueva Chicago               | 30   | 34 | -30 |
| 18.º | Atlanta                     | 20   | 34 | -56 |

|  | Clasificó a la Fase Playoff. |
|  | Desciendió a Primera B.      |

## Fase Playoff

### Cuadro de desarrollo
En el score se muestra la cantidad de partidos ganados.
|  | Cuartos de final | Cuartos de final       | Cuartos de final   |                    |               | Semifinales   | Semifinales | Semifinales |  |         | Final   | Final | Final |  |
|  |                  |                        |                    |                    |               |               |             |             |  |         |         |       |       |  |
|  |                  |                        |                    |                    |               |               |             |             |  |         |         |       |       |  |
|  | 3.º              | Pinocho                | 2                  |                    |               |               |             |             |  |         |         |       |       |  |
|  | 3.º              | Pinocho                | 2                  |                    |               |               |             |             |  |         |         |       |       |  |
|  | 6.º              | Kimberley              | 0                  |                    |               |               |             |             |  |         |         |       |       |  |
|  | 6.º              | Kimberley              | 0                  |                    | Pinocho       | Pinocho       | 2           |             |  |         |         |       |       |  |
|  |                  |                        |                    |                    | Pinocho       | Pinocho       | 2           |             |  |         |         |       |       |  |
|  |                  |                        | Ferro Carril Oeste | Ferro Carril Oeste | 0             |               |             |             |  |         |         |       |       |  |
|  | 1.º              | Boca Juniors           | Ferro Carril Oeste | Ferro Carril Oeste | 0             | 2             |             |             |  |         |         |       |       |  |
|  | 1.º              | Boca Juniors           |                    |                    |               |               |             |             |  |         |         |       |       |  |
|  | 8.º              | Ferro Carril Oeste     | 0                  |                    |               |               |             |             |  |         |         |       |       |  |
|  | 8.º              | Ferro Carril Oeste     | 0                  |                    |               |               |             |             |  | Pinocho | Pinocho | 0     |       |  |
|  |                  |                        |                    |                    |               |               |             |             |  | Pinocho | Pinocho | 0     |       |  |
|  |                  |                        | 17 de Agosto       | 17 de Agosto       | 2             |               |             |             |  |         |         |       |       |  |
|  | 4.º              | Independiente          | 17 de Agosto       | 17 de Agosto       | 2             | 2             |             |             |  |         |         |       |       |  |
|  | 4.º              | Independiente          |                    |                    |               |               |             |             |  |         |         |       |       |  |
|  | 5.º              | Barracas Central       | 1                  |                    |               |               |             |             |  |         |         |       |       |  |
|  | 5.º              | Barracas Central       | 1                  |                    | Independiente | Independiente | 1           |             |  |         |         |       |       |  |
|  |                  |                        |                    |                    | Independiente | Independiente | 1           |             |  |         |         |       |       |  |
|  |                  |                        | 17 de Agosto       | 17 de Agosto       | 2             |               |             |             |  |         |         |       |       |  |
|  | 2.º              | San Lorenzo de Almagro | 17 de Agosto       | 17 de Agosto       | 2             | 2             |             |             |  |         |         |       |       |  |
|  | 2.º              | San Lorenzo de Almagro |                    |                    |               |               |             |             |  |         |         |       |       |  |
|  | 7.º              | 17 de Agosto           | 0                  |                    |               |               |             |             |  |         |         |       |       |  |
|  | 7.º              | 17 de Agosto           | 0                  |                    |               |               |             |             |  |         |         |       |       |  |
|  |                  |                        |                    |                    |               |               |             |             |  |         |         |       |       |  |

### Cuartos de final

#### Primer partido
|  | Boca Juniors | 1:2 | Ferro Carril Oeste |  |  |

|  | San Lorenzo de Almagro | 1:1 (3:4 p.) | 17 de Agosto |  |  |

|  | Pinocho | 3:2 | Kimberley |  |  |

|  | Independiente | 4:1 | Barracas Central |  |  |

#### Segundo partido
|  | Ferro Carril Oeste | 3:1 | Boca Juniors |  |  |

|  | 17 de Agosto | 5:2 | San Lorenzo de Almagro |  |  |

|  | Kimberley | 2:5 | Pinocho |  |  |

|  | Barracas Central | 2:2 (5:4 p.) | Independiente |  |  |

#### Tercer partido
|  | Independiente | vs. | Barracas Central |  |  |

### Semifinales

#### Primer partido
|  | Pinocho | 3:1 | Ferro Carril Oeste |  |  |

|  | Independiente | 0:0 (4:3 p.) | 17 de Agosto |  |  |

#### Segundo partido
|  | Ferro Carril Oeste | 3:3 (2:4 p.) | Pinocho |  |  |

|  | 17 de Agosto | 2:2 (4:3 p.) | Independiente |  |  |

#### Tercer partido
|  | Independiente | 2:2 (3:4 p.) | 17 de Agosto |  |  |

### Final
|  | Pinocho | 1:2 | 17 de Agosto |  |  |

|  | 17 de Agosto | 4:1 | Pinocho |  |  |

|                                  |
|                                  |
| Campeón 17 de Agosto 1.er título |

## Clasificación a la Copa Libertadores
El ganador del torneo, 17 de Agosto, se enfrentó a Pinocho, ganador de la Liga Nacional, donde el ganador se clasificó a la Copa Libertadores 2025.
| 18 de marzo de 2025 | 17 de Agosto         | 1:1 (0:1) (4:3 p.) | Pinocho     |  |  |
|                     | Martínez Riveras 25' |                    | 12' Montero |  |  |